# ルイス・デロスサントス (内野手)
ルイス・マニュエル・デロスサントス・マルティネス（Luis Manuel de los Santos Martínez、1966年12月29日 - ）は、ドミニカ共和国・サン・クリストバル出身の元プロ野球選手（内野手）。
読売ジャイアンツでの登録名は「ルイス」。

## 経歴

### プロ入りとロイヤルズ時代
1984年のMLBドラフト2巡目でカンザスシティ・ロイヤルズに指名を受け契約。
1988年9月7日にメジャーデビュー。

### ロイヤルズ退団後
1991年にデトロイト・タイガースに移籍。
1992年はメキシカンリーグでプレーした後、1993年にはフロリダ・マーリンズに移籍した。

### 台湾・兄弟時代
1994年から1996年までは、台湾・中華職業棒球大聯盟の兄弟エレファンツでプレー。1994年は最多安打、1995年は打点王と最多安打、1996年は首位打者と3年連続でタイトルを獲得し、ゴールデングラブ賞も受賞。3年間の通算打率は.361であった。

### 巨人時代
1996年に台湾球界出身のバルビーノ・ガルベスを獲得して成功した読売ジャイアンツは早くからルイスに目を付けており、シーズン終了後に監督の長嶋茂雄直々の入団テストを受けて巨人に入団。台湾での高打率から「台湾のイチロー」の異名で期待された。巨人はルイス獲得に伴い、主軸を務めていたシェーン・マックを解雇した（ルイス獲得の為だけではなく、当時ではマックの年俸は4億円でかなり高額だったという事情もある。ルイスの年俸は3000万円）。
台湾での3年間は三塁手で276試合に出場して62失策であったが、長嶋は「台湾でゴールデングラブ賞を獲っていたんです。私が言うんだから間違いありません」と守備面でも高く評価していた。だが、キャンプに入ると真正面のゴロを取るのすら覚束ないほどの守備難が露呈。エリック・ヒルマンが「安心して投げることができない」と批判すると、ルイスは「お前が三振に取ればいい」と言い放ったという。
このように守備に不安を抱えながらも1997年の開幕からしばらく三塁で先発出場していたが、拙守に加えて打撃でも精彩を欠き、鈍足の上に塁に出ても飛び出しや暴走でアウトになるなど走攻守全てにいいところがなく、5月からは後藤孝志にスタメンの座を譲る試合が増えていった。6月5日の対ヤクルトスワローズ戦では9回にその後藤の代打で出場したところ、解説の掛布雅之に「後藤君に打たせてあげてほしい」と言われる始末で、結局この打席で三振に倒れたのを最後に二軍落ちした。なお、ルイスがオープン戦で東京ドームのレフトスタンド中段に本塁打を打った際の掛布は「ホームラン30本は固いですね」とコメントしていた。その後は二度と昇格することなくシーズン終了を待たずに解雇され、退団した。
酷評された守備では、走者の有無に関係なく常に極端な前進姿勢を取っていたのが特徴的であった。また、狭い東京ドームを本拠地としていたにもかかわらず、放った本塁打も0本だった。

### 巨人退団後
翌1998年からは、台湾・台湾職業棒球大聯盟の高屏雷公でプレー。巨人での不甲斐なさが嘘のように爆発し、首位打者・最多安打と打点王の三冠に加えてゴールデングラブ賞も獲得する。
2000年はメキシカンリーグのサルティーヨ・サラペメーカーズに入団し、リーグ記録を52年ぶりに更新する36試合連続安打を放つなど大活躍した。2001年は、韓国のヘテ・タイガース（シーズン途中に起亜タイガースに球団名を変更）で、登録名サントス（산토스）としてプレーした。
2002年は、アメリカ独立リーグとメキシカンリーグでプレーした。
2003年にイタリア・セリエAのネットゥーノ・ベースボールクラブでプレーしたのを最後に現役を引退した。

### 現役引退後
2009年にメキシカンリーグのタバスコ・キャトルメンの監督を務めた。
その後はミルウォーキー・ブルワーズ傘下ルーキー級DSLブルワーズの打撃コーチを務めた。
2022年9月17日、翌2023年より台湾プロ野球に参入する台鋼ホークスの打撃コーチに就任することが発表された。

## 詳細情報

### 年度別打撃成績
| 年 度     | 球 団     | 試 合 | 打 席 | 打 数 | 得 点 | 安 打 | 二 塁 打 | 三 塁 打 | 本 塁 打 | 塁 打 | 打 点 | 盗 塁 | 盗 塁 死 | 犠 打 | 犠 飛 | 四 球 | 敬 遠 | 死 球 | 三 振 | 併 殺 打 | 打 率 | 出 塁 率 | 長 打 率 | O P S |
| --------- | --------- | ----- | ----- | ----- | ----- | ----- | -------- | -------- | -------- | ----- | ----- | ----- | -------- | ----- | ----- | ----- | ----- | ----- | ----- | -------- | ----- | -------- | -------- | ----- |
| 1988      | KC        | 11    | 26    | 22    | 1     | 2     | 1        | 1        | 0        | 5     | 1     | 0     | 0        | 0     | 0     | 4     | 0     | 0     | 4     | 3        | .091  | .231     | .227     | .458  |
| 1989      | KC        | 28    | 92    | 87    | 6     | 22    | 3        | 1        | 0        | 27    | 6     | 0     | 0        | 0     | 0     | 5     | 0     | 0     | 14    | 2        | .253  | .293     | .310     | .604  |
| 1991      | DET       | 16    | 32    | 30    | 1     | 5     | 2        | 0        | 0        | 7     | 0     | 0     | 0        | 0     | 0     | 2     | 0     | 0     | 4     | 2        | .167  | .219     | .233     | .452  |
| 1994      | 兄弟      | 90    | 369   | 349   | 54    | 125   | 29       | 0        | 14       | 196   | 64    | 1     | 3        | 1     | 1     | 18    | 6     | 0     | 37    | 8        | .358  | .389     | .562     | .950  |
| 1995      | 兄弟      | 100   | 423   | 386   | 53    | 136   | 23       | 1        | 14       | 203   | 72    | 3     | 1        | 0     | 6     | 30    | 7     | 1     | 33    | 23       | .352  | .395     | .526     | .921  |
| 1996      | 兄弟      | 92    | 393   | 355   | 65    | 133   | 26       | 2        | 22       | 229   | 75    | 2     | 1        | 0     | 2     | 36    | 7     | 0     | 63    | 9        | .375  | .430     | .645     | 1.075 |
| 1997      | 巨人      | 39    | 124   | 114   | 7     | 27    | 6        | 1        | 0        | 35    | 14    | 0     | 0        | 0     | 2     | 8     | 0     | 0     | 15    | 3        | .237  | .282     | .307     | .589  |
| 1998      | 雷公      | 103   | 433   | 400   | 71    | 143   | 20       | 1        | 27       | 246   | 96    | 0     | 1        | 0     | 5     | 23    | 5     | 5     | 45    | 7        | .358  | .395     | .615     | 1.010 |
| 1999      | 雷公      | 77    | 337   | 306   | 54    | 97    | 25       | 3        | 11       | 161   | 58    | 2     | 0        | 0     | 4     | 26    | 8     | 1     | 46    | 10       | .317  | .368     | .526     | .894  |
| 2001      | ヘテ 起亜 | 130   | 541   | 484   | 74    | 150   | 19       | 0        | 26       | 247   | 107   | 1     | 0        | 1     | 9     | 46    | 8     | 1     | 66    | 17       | .310  | .364     | .510     | .874  |
| MLB：3年  | MLB：3年  | 55    | 150   | 139   | 8     | 29    | 6        | 2        | 0        | 39    | 7     | 0     | 0        | 0     | 0     | 11    | 0     | 0     | 22    | 7        | .209  | .267     | .281     | .547  |
| CPBL：3年 | CPBL：3年 | 282   | 1185  | 1090  | 172   | 394   | 78       | 3        | 50       | 628   | 211   | 6     | 5        | 1     | 9     | 84    | 20    | 1     | 133   | 40       | .361  | .405     | .576     | .981  |
| NPB：1年  | NPB：1年  | 39    | 124   | 114   | 7     | 27    | 6        | 1        | 0        | 35    | 14    | 0     | 0        | 0     | 2     | 8     | 0     | 0     | 15    | 3        | .237  | .282     | .307     | .589  |
| TML：2年  | TML：2年  | 180   | 770   | 706   | 125   | 240   | 45       | 4        | 38       | 407   | 154   | 2     | 1        | 0     | 9     | 49    | 13    | 6     | 91    | 17       | .340  | .383     | .576     | .960  |
| KBO：1年  | KBO：1年  | 130   | 541   | 484   | 74    | 150   | 19       | 0        | 26       | 247   | 107   | 1     | 0        | 1     | 9     | 46    | 8     | 1     | 66    | 17       | .310  | .365     | .510     | .875  |

- 各年度の太字はリーグ最高
- ヘテ（ヘテ・タイガース）は、2001年途中に起亜（起亜タイガース）に球団名を変更

### 年度別守備成績
| 年 度 | 球 団 | 一塁（1B） | 一塁（1B） | 一塁（1B） | 一塁（1B） | 一塁（1B） | 一塁（1B） | 三塁（3B） | 三塁（3B） | 三塁（3B） | 三塁（3B） | 三塁（3B） | 三塁（3B） | 左翼（LF） | 左翼（LF） | 左翼（LF） | 左翼（LF） | 左翼（LF） | 左翼（LF） |
| 年 度 | 球 団 | 試 合      | 刺 殺      | 補 殺      | 失 策      | 併 殺      | 守 備 率   | 試 合      | 刺 殺      | 補 殺      | 失 策      | 併 殺      | 守 備 率   | 試 合      | 刺 殺      | 補 殺      | 失 策      | 併 殺      | 守 備 率   |
| ----- | ----- | ---------- | ---------- | ---------- | ---------- | ---------- | ---------- | ---------- | ---------- | ---------- | ---------- | ---------- | ---------- | ---------- | ---------- | ---------- | ---------- | ---------- | ---------- |
| 1988  | KC    | 5          | 31         | 1          | 0          | 3          | 1.000      | -          | -          | -          | -          | -          | -          | -          | -          | -          | -          | -          | -          |
| 1989  | KC    | 27         | 203        | 16         | 3          | 23         | .986       | -          | -          | -          | -          | -          | -          | -          | -          | -          | -          | -          | -          |
| 1991  | DET   | 2          | 2          | 0          | 0          | 0          | 1.000      | 2          | 0          | 1          | 1          | 0          | .500       | 3          | 6          | 0          | 0          | 0          | 1.000      |
| MLB   | MLB   | 34         | 236        | 17         | 3          | 26         | .988       | 2          | 0          | 1          | 1          | 0          | .500       | 3          | 6          | 0          | 0          | 0          | 1.000      |

### タイトル
CPBL
- 最多安打：2回 （1994年、1995年）
- 打点王：1回 （1995年）
- 首位打者：1回 （1996年）

TML
- 打点王：1回 （1998年）
- 首位打者：1回 （1998年）

### 表彰
CPBL
- ベストナイン：2回 （1994年、1995年）

TML
- ベストナイン：2回 （1998年、1999年）

### 記録
NPB
- 初出場・初先発出場：1997年4月4日、対ヤクルトスワローズ1回戦（東京ドーム）、5番・三塁手として先発出場
- 初打点：同上、8回裏に廣田浩章から一塁ゴロの間に記録
- 初安打：1997年4月5日、対ヤクルトスワローズ2回戦（東京ドーム）、3回裏に田畑一也から二塁打

### 背番号
- 51 （1988年）
- 9 （1989年）
- 17 （1991年）
- 23 （1994年 - 1996年、2022年 - ）
- 49 （1997年）
- 10 （1998年 - 1999年）
- 43 （2001年）